# Cuisine libérienne
La cuisine libérienne est axée sur des plats uniques à base de riz, de manioc, de plantain, d'igname, de fruits et de légumes tropicaux (pommes de terre, légumes verts, feuilles de manioc, gombo, chou), ainsi que de poisson, de viande et bien d'autres. La cuisine libérienne est également influencée par les cuisines et recettes afro-américaines, notamment celles des Américano-Libériens, et par celles des Caraïbes.
Le Libéria possède également une tradition culinaire, notamment le pain de maïs, le pain au levain, le pain de riz, le pain aux bananes et les gâteaux.

## Alimentation
Le régime alimentaire au Liberia est fait de riz, manioc, poisson, bananes et bananes plantains, agrumes, noix de coco, gombos et de patates douces. Les lourds ragoûts épicés au piment habanero et piment Scotch Bonnet (en) sont très populaires et mangés avec du Foufou.
La cuisine libérienne est influencée au contact, par le commerce et la colonisation des États-Unis, avec en particulier les aliments d'Amérique du Sud.

## La viande de brousse
La viande de brousse est largement consommée au Liberia et est considéré comme un mets délicat. Un sondage d'opinion publique de 2004 révèle que la viande de brousse arrive en deuxième position derrière le poisson au niveau de la consommation par les monroviens, en tant que source préférée de protéines. Parmi les ménages où la viande de brousse est servie, 80 % des résidents affirment qu'ils en cuisent de temps en temps, tandis que 13 % une fois par semaine et 7 % consomment de la viande de brousse tous les jours. L'enquête a été menée au cours de la dernière guerre civile et la consommation de viande de brousse est maintenant considérée comme beaucoup plus élevée.
Les espèces menacées sont chassées, au Liberia, pour la consommation humaine. Ces espèces chassées sont l'éléphant, l'hippopotame nain, le chimpanzé, le léopard, les céphalophes et tous les autres singes.

## Alcool
Si le Libéria produit, importe et consomme des bières et des liqueurs classiques, le vin de palme traditionnel, issu de la fermentation de la sève de palmier, est populaire. On peut le boire tel quel, l'utiliser comme substitut de levure dans le pain ou l'utiliser comme vinaigre après acidification. Un rhum local est également fabriqué à partir de canne à sucre et appelé « jus de canne » ou gana gana.

## Source
- (en) Cet article est partiellement ou en totalité issu de l’article de Wikipédia en anglais intitulé « Liberian cuisine » (voir la liste des auteurs).